# Francis Kasonde
Francis Kasonde (ur. 1 września 1986) – zambijski piłkarz grający na pozycji obrońcy.

## Kariera klubowa
Karierę piłkarską Kasonde rozpoczął w klubie ZESCO United. W klubie z miasta Ndola zadebiutował w 2004 roku w rozgrywkach zambijskiej Premier League. W 2005 roku przeszedł do innego pierwszoligowca, drużyny Power Dynamos z miasta Kitwe. Tam grał przez 5 lat, a w 2009 roku zdobył z nim zambijską Tarczę Dobroczynności.
W połowie 2009 roku Kasonde przeszedł do omańskiego klubu Suwaiq Club. W 2010 roku wrócił do Power Dynamos. W 2010 roku został na rok wypożyczony do saudyjskiego Al-Hazm ar-Rass. W 2011 roku został zawodnikiem TP Mazembe z Demokratycznej Republiki Konga. Następnie grał w izraelskim klubie Hapoel Ra’ananna i indyjskim Salgaocar FC. W latach 2016–2017 występował w Power Dynamos, a w 2017 trafił do malezyjskiego Sabah FA. W 2019 grał w omańskim Al-Seeb Club, a w 2020 został zawodnikiem Mufulira Wanderers.

## Kariera reprezentacyjna
W reprezentacji Zambii Kasonde zadebiutował w 2005 roku. W 2008 roku został powołany przez selekcjonera Patricka Phiriego do kadry na Puchar Narodów Afryki 2008, na którym pełnił rolę rezerwowgo i nie rozegrał żadnego spotkania. W 2010 roku ponownie znalazł się w kadrze na Puchar Narodów Afryki.